# ORP Gryf (1936)
Az ORP Gryf (magyarul Griff), a Lengyel Haditengerészet egyik aknatelepítő hajója volt, melyet 1939-ben, a Lengyelország elleni német támadás idején süllyesztettek el. A Gryf azon két hajó egyike volt, melyet nem menekítettek át Nagy-Britanniába a Peking hadművelet keretében, még a német támadást megelőzően. A másik ilyen hajó az ORP Wicher volt. A hajó a második világháború elején, 1939. szeptember 3-án süllyedt el Hel kikötőjében.

## Története
A Gryf építését a francia Chantiers et Ateliers A. Normand Le Havre-i hajógyárában kezdték építeni 1934-ben. Vízre bocsátására 1936. november 29-én került sor. A hajót francia tervek alapján, de a lengyel előírások szerint építették. A hajót olyan aknatelepítő hajónak szánták, melynek fegyverzete szinte eléri a rombolók szintjét. Az aknatelepítő hajót két darab, egyenként 6000 lóerős Sulzer 8SD48 motor hajtotta, így a Gryf végsebessége elérte a 20 csomót, mellyel méretéhez képest gyors hajónak számított. 17 600 km-es hatótávolsága szintén viszonylag nagynak volt mondható. Mivel a Lengyel Haditengerészet nem volt túl nagy, más országoknak pedig nem volt szüksége ehhez hasonló hajóra, a Gryf, osztályának egyetlen hajója maradt. A második világháború előtt a Gryf kiképzőhajóként is szolgált, így legénysége mellett további 60 tanuló, vagy nem hivatásos tiszthelyettes is helyet kaphatott.

## Háborús szerepvállalása

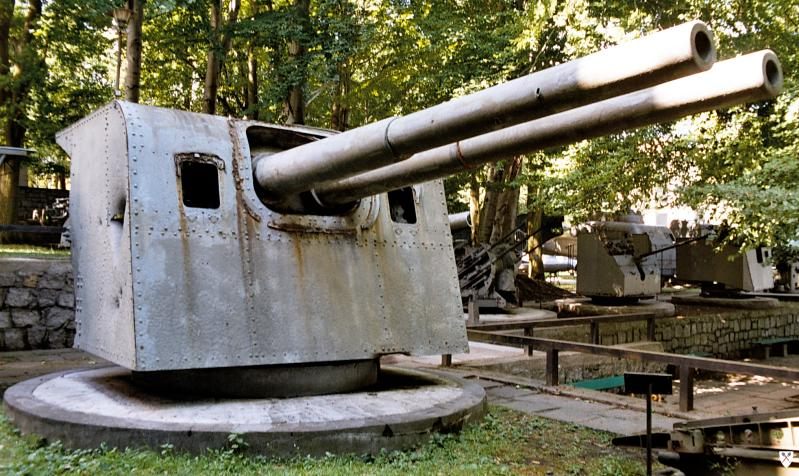
Az ORP Gryf megmaradt lövege a gdyniai Lengyel Haditengerészeti Múzeumban

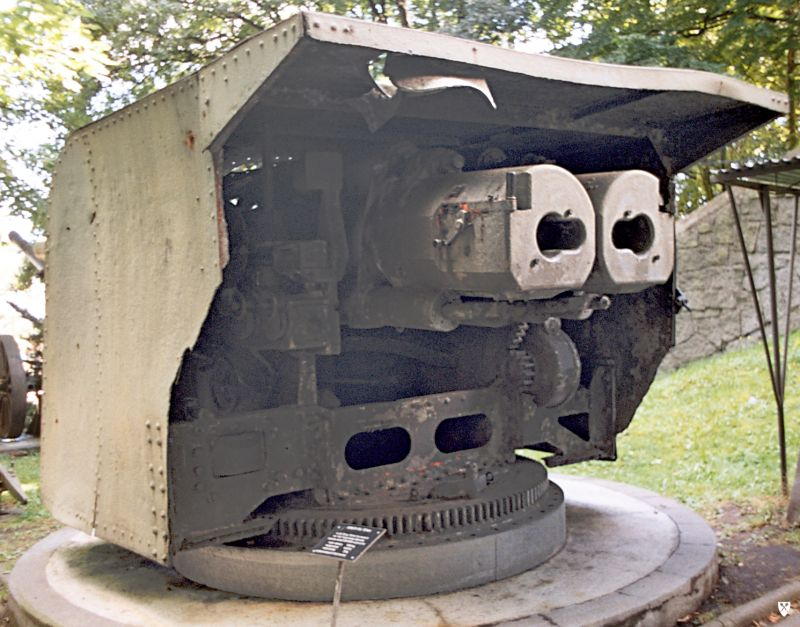
Az ORP Gryf egyetlen megmaradt lövege hátulról

1939. szeptember 1-jén, több hadihajóval egyetemben, a Gryf is elhagyta a gdyniai kikötőt, hogy részt vegyen a Rurka hadműveletben. A sikertelen hadművelet célja az lett volna, hogy elaknásítsák a Gdański-öböl bejáratát. Miután a hajókat feltöltötték tengeri aknákkal, a hajóraj - a Wicher és több kisebb hajó kíséretében - elindult a Hel-félsziget irányába. Útközben a hajókat egy 33 Ju 87B zuhanóbombázóból álló német repülőszázad támadta meg. A támadás során - melyet később Gdański-öbölbeli csataként neveztek - a Gryfet is eltalálták. Bár a sérülések nem voltak nagyok, a legénység 22 tagja életét vesztette, köztük a hajó kapitánya, Stefan Kwiatkowski őrnagy is. Helyettese, Wiktor Łomidze kapitány úgy döntött, hogy az összes tengeri aknát dobják a vízbe, mert attól tartott, hogy azok berobbannak. Ezt követően a hajó a heli kikötő felé indult, ahol később úgy döntöttek, hogy a Gryfet úszó légvédelmi ütegként használják a kikötő védelmére.
1939. szeptember 3-ának reggelén a ORP Gryfet és az ORP Wichert két német romboló támadta meg. Az egyik a Günther Lütjens ellentengernagy parancsnoksága alatt álló Z1 Leberecht Maass, a másik pedig a Z9 Wolfgang Zenker volt. A lengyel hajók és parti ütegek visszaverték a támadást. A támadás során a Gryfnek sikerült eltalálnia a Leberecht Maast, aminek következtében 4 német tengerész meg is halt. Az ütközetben viszont a Gryf is könnyebben megsérült. A nap későbbi részén a lengyel hajók további három német légitámadást szenvedtek el, melyek során a Gryf már komolyabb sérüléseket is szerzett, majd részlegesen el is süllyedt a kikötőben. Szeptember 5-re a hajón keletkező tüzeket eloltották, valamint a taton lévő 120 mm-es lövegeket leszerelték és a partra helyezték, hogy parti ütegként tovább használják őket. A lövegek a Hel-félsziget védelmi rendszerének részeként a 34-es parti üteg nevet kapták.
1939 novemberében, a lengyelországi hadműveleteket követően, a németek kiemelték a hajót és egy Jastarnia közeli partszakaszra vontatták, ahol tüzérségi célpontként használták. A második világháborút követően a Lengyel Légierő is célpontként hasznosította a hajóroncsot. 1957-ben úgy döntöttek, hogy a roncsot kiemelik. 1960-ra a kiemelést befejezték, a megmentett darabokat pedig bezúzták.